# Walter Kogler
Walter Kogler (Wolfsberg, Carintia, Austria, 12 de diciembre de 1967) es un exfutbolista austriaco, que se desempeñó como defensa y que militó en diversos clubes de Austria y Francia. Fue seleccionado internacional austriaco, en 28 oportunidades, convirtiendo solo 1 gol y disputó 1 Copa del Mundo FIFA, con el seleccionado de su país.

## Clubes
| Club               | País    | Año         |
| ------------------ | ------- | ----------- |
| Strum Graz         | Austria | 1987 - 1992 |
| Austria Viena      | Austria | 1992 - 1996 |
| Austria Salzburgo  | Austria | 1996 - 1998 |
| AS Cannes          | Francia | 1998        |
| LASK Linz          | Austria | 1998        |
| FC Tirol Innsbruck | Austria | 1999 - 2002 |
| FC Kärnten         | Austria | 2002 - 2004 |

## Selección nacional
Ha sido internacional con la selección de fútbol de Austria; donde jugó 28 partidos internacionales y anotó solo 1 gol por dicho seleccionado. Incluso participó con su selección, en 1 Copa Mundial. La única Copa del Mundo en que Kogler participó, fue en Francia 1998, donde su selección quedó eliminado, en la primera fase del certamen mencionado.